# Harding Nana
Harding Ngueyep Nana (* 17. Januar 1981 in Douala) ist ein kamerunischer Basketballspieler.

## Laufbahn
Nana ging als Jugendlicher in die Vereinigten Staaten und spielte an der Newport School im US-Bundesstaat Maryland sowie hernach am Virginia Polytechnic Institute and State University (2001/02) und an der University of Delaware (2003 bis 2006). Er schloss seine Zeit in der NCAA mit in der Saison 2005/06 erzielten Mittelwerten von 19 Punkten sowie 10,9 Rebounds je Begegnung ab.
Seine Laufbahn als Berufsbasketballspieler begann in Polen, Nana überzeugte in der Saison 2006/07 in der ersten polnischen Liga bei KK Świecie mit 14,3 Punkten je Begegnung. 2007/08 fiel der Wert auf 3,4 Punkte je Begegnung, als Nana bei Turów Zgorzelec unter Vertrag stand. Er setzte in der Saison 2008/09 seine Laufbahn in der zweiten spanischen Liga bei Beirasar Rosalia (10 Punkte, 6,8 Rebounds/Spiel) fort. Bei Polonia Warschau knüpfte er zwischen 2009 und 2011 an die Leistungen seines ersten Profijahres an.
Nach einem Spieljahr bei Ilisiakos Athen in Griechenland wurde Nana 2012 vom deutschen Bundesligisten New Yorker Phantoms Braunschweig verpflichtet. In der Saison 2012/13 spielte er bei den Niedersachsen mit Dennis Schröder zusammen und war mit 10,6 Punkten und 5,3 Rebounds je Begegnung Leistungsträger der Mannschaft. In seinem zweiten Jahr in Niedersachsen lagen Nanas statistische Werte in der Bundesliga bei 8 Punkten und 5 Rebounds je Begegnung. Der Kameruner war Mannschaftskapitän der Braunschweiger, er fehlte im Spieljahr 2013/14 zeitweise wegen eines Handbruchs, den er im Herbst 2013 erlitten hatte. In der Saison 2014/15 war Nana aufgrund einer Verletzung vereinslos.
Der Kameruner spielte nach der Verletzungspause bei Koroivos Amaliadas in Griechenland, 2016 wurde er vom dänischen Erstligisten Svendborg Rabbits verpflichtet. Für die Mannschaft von der Insel Fünen erzielte er im Spieljahr 2016/17 14,2 Punkte und 7,8 Rebounds pro Partie, in der Saison 2017/18 waren es 10,6 Punkte und 5,7 Rebounds je Begegnung.
2018 wechselte Nana zu Swiss Central Basket, bei dem Verein wurde er ebenfalls Jugendtrainer. Noch mit Ende 30 brachte der Kameruner für die Mannschaft starke Leistungen, für die er erst in der höchsten Liga der Schweiz, dann ein Jahr in der zweiten sowie hernach erneut in der ersten Liga antrat. Er verließ Swiss Central Basket Anfang März 2022 aus einem familiären Grund.
Zur Saison 2022/23 wechselte er zum spanischen Viertligisten Unió Esportiva Sant Cugat.

### Nationalmannschaft
Mit der kamerunischen Nationalmannschaft nahm er 2009 und 2015 an der Afrikameisterschaft teil. Beim Ausscheidungsturnier für die Olympischen Sommerspiele 2008 erzielte Nana 23 Punkte je Begegnung, verfehlte mit der Auswahl jedoch den Sprung zu den Olympischen Spielen.